# Rabben-Veivågen
Rabben-Veivågen är en tätort i Austevolls kommun i Vestland fylke i västra Norge. Orten ligger vid fylkesväg 5138 på den norra delen av ön Selbjørn. Den omfattar bebyggelse i de båda sammanväxta orterna Rabben och Veivågen, väster om tätorten Bekkjarvik.